# Velika nagrada Japana 2018.
 Velika nagrada Japana (Formula 1 2018 Honda Japanese Grand Prix) je bila sedamnaesta utrka prvenstva Formule 1 2018. Trkači vikend vožen je od 5. listopada do 7. listopada na stazi Suzuka u Japanu, a pobijedio je Lewis Hamilton u Mercedesu.

## Sudionici utrke
| #  | Vozač             | Momčad                           | Šasija            | Motor                             | Guma |
| -- | ----------------- | -------------------------------- | ----------------- | --------------------------------- | ---- |
| 2  | Stoffel Vandoorne | McLaren F1 Team                  | McLaren MCL33     | Renault R.E.18 V6 t h 1.6         | P    |
| 3  | Daniel Ricciardo  | Aston Martin Red Bull Racing     | Red Bull RB14     | TAG Heuer V6 t h 1.6              | P    |
| 5  | Sebastian Vettel  | Scuderia Ferrari                 | Ferrari SF71H     | Ferrari 062 EVO V6 t h 1.6        | P    |
| 7  | Kimi Räikkönen    | Scuderia Ferrari                 | Ferrari SF71H     | Ferrari 062 EVO V6 t h 1.6        | P    |
| 8  | Romain Grosjean   | Haas F1 Team                     | Haas VF-18        | Ferrari 062 EVO V6 t h 1.6        | P    |
| 9  | Marcus Ericsson   | Alfa Romeo Sauber F1 Team        | Sauber C37        | Ferrari 062 EVO V6 t h 1.6        | P    |
| 10 | Pierre Gasly      | Red Bull Toro Rosso Honda        | Toro Rosso STR13  | Honda RA618H V6 t h 1.6           | P    |
| 11 | Sergio Pérez      | Racing Point Force India F1 Team | Force India VJM11 | Mercedes M09 EQ Power+ V6 t h 1.6 | P    |
| 14 | Fernando Alonso   | McLaren F1 Team                  | McLaren MCL33     | Renault R.E.18 V6 t h 1.6         | P    |
| 16 | Charles Leclerc   | Alfa Romeo Sauber F1 Team        | Sauber C37        | Ferrari 062 EVO V6 t h 1.6        | P    |
| 18 | Lance Stroll      | Williams Martini Racing          | Williams FW41     | Mercedes M09 EQ Power+ V6 t h 1.6 | P    |
| 20 | Kevin Magnussen   | Haas F1 Team                     | Haas VF-18        | Ferrari 062 EVO V6 t h 1.6        | P    |
| 27 | Nico Hülkenberg   | Renault Sport Formula One Team   | Renault R.S.18    | Renault R.E.18 V6 t h 1.6         | P    |
| 28 | Brendon Hartley   | Red Bull Toro Rosso Honda        | Toro Rosso STR13  | Honda RA618H V6 t h 1.6           | P    |
| 31 | Esteban Ocon      | Racing Point Force India F1 Team | Force India VJM11 | Mercedes M09 EQ Power+ V6 t h 1.6 | P    |
| 33 | Max Verstappen    | Aston Martin Red Bull Racing     | Red Bull RB14     | TAG Heuer V6 t h 1.6              | P    |
| 35 | Sergej Sirotkin   | Williams Martini Racing          | Williams FW41     | Mercedes M09 EQ Power+ V6 t h 1.6 | P    |
| 44 | Lewis Hamilton    | Mercedes AMG Petronas Motorsport | Mercedes F1 W09   | Mercedes M09 EQ Power+ V6 t h 1.6 | P    |
| 47 | Lando Norris *    | McLaren F1 Team                  | McLaren MCL33     | Renault R.E.18 V6 t h 1.6         | P    |
| 55 | Carlos Sainz      | Renault Sport Formula One Team   | Renault R.S.18    | Renault R.E.18 V6 t h 1.6         | P    |
| 77 | Valtteri Bottas   | Mercedes AMG Petronas Motorsport | Mercedes F1 W09   | Mercedes M09 EQ Power+ V6 t h 1.6 | P    |

* Zamjena, treći vozač

## Izvještaj

### Treninzi
Bez obzira na najavljenu kišu, na početku prvog slobodnog treninga staza je bila suha. McLaren je jedini promijenio vozačku postavu, umjesto Stofela Vandoornea šansu je ponovno dobio Lando Norris. Mercedes i Ferrari odlučili su se za nešto kasniji izlazak na stazu. Lewis Hamilton je koristio medium, Valtteri Bottas soft, a Ferrarijev dvojac supersoft gume. Drugi dio treninga je nastavljen nakon uobičajene pauze od desetak minuta. Fernando Alonso je bio među prvima na stazi, ali i prvi koji je završio u šljunku. Španjolac se izvrtio nakon što je na ulasku u osmi zavoj malo izašao sa staze te izgubio kontrolu nad bolidom, no McLarenov vozač se uspio vratiti u boks. Izlijetanje i prolazak kroz travu imao je i Pierre Gasly.
Uoči drugog slobodnog treninga, nad Suzukom su se nadvili oblaci, no kiše ponovo nije bilo. Vandoorne se vratio na stazu nakon što ga je tijekom prvog slobodnog treninga mijenjao Norris. Nakon desetak minuta treninga samo petorica vozača još nisu izašli na stazu. Mercedes je kao i tijekom prvog treninga odgađao svoj izlazak. Kevin Magnussen je javio probleme s trošenjem soft komponente guma. Odmah po izlasku na stazu Hamilton je preuzeo vrh poretka s vremenom od 1:29,005. Sebastian Vettel nije uspio nadmašiti to vrijeme niti na novim supersoft gumama. Posljednjih pola sata treninga vozači su odrađivali simulacije utrke, te nije došlo do promjena u poretku najbržih.
Vremenski uvjeti na početku trećeg treninga bili su nešto drugačiji nego na prva dva treninga. Staza je još uvijek bila malo mokra, no nije bilo potrebe za intermediate gume. Vozači su požurili na stazu zbog prognoze da će ponovno kišiti. Ferrari je nakon prvih krugova držao prve dvije pozicije. Kimi Räikkönen i Vettel vozili su na supersoftu. Ubrzo je počelo kišiti jačim intenzitetom i svi su se vozači vratili u garaže. Iako je kiša ubrzo stala, vremenski uvjeti nisu bili najbolji zbog jakog vjetra. Bottas je bio prvi vozač koji se vratio na stazu i to na supersoft gumama. Kako je staza bila sve brža, vozači su do kraja treninga poboljšavali svoja vremena. Hamilton je zabilježio svoj prvi pravi krug desetak minuta prije kraja treninga i odmah zasjeo na vodeću poziciju, desetinku ispred Vettela koji je također poboljšao svoje vrijeme. Tri minute prije kraja treninga svoj je bolid razbio Nico Hülkenberg i trening je prekinut. Renaultov vozač je izgubio kontrolu nad bolidom u “S” zavojima, napravivši veliku štetu na svom R.S.18 bolidu.

### Kvalifikacije
Iako se za sve sesije tijekom vikenda osim utrke najavljivala kiša, i kvalifikacije su krenule po suhim uvjetima. Marcus Ericsson je svoj Sauber C37 razbio na izlasku iz 'S' zavoja nešto manje od 10 minuta prije kraja prve kvalifikacijske runde. Kvalifikacije su prekinute na nekoliko minuta zbog tog incidenta. Nakon restarta kvalifikacija, vozači su na supersoftu lovili posljednje brze krugove. Iznenađenje je bilo ispadanje Nice Hülkenberga koji je ostao na 16. mjestu, četiri stotinke iza Lance Strolla koji se sjajnim krugom provukao u drugu kvalifikacijsku rundu. Strollov momčadski kolega Sergej Sirotkin to nije uspio iako je kao i Hülkenberg bio unutar desetinke zaostatka. Na samom dnu, uz Ericssona, ostala su dva i McLarena. 
Druga kvalifikacijska runda za startne gume prve desetorice donijela je različitu strategiju Mercedesovog i Haasovog dvojca koji su po brzi krug krenuli na srednjoj komponenti, odnosno soft gumama. Najveće iznenađenje ove runde bio je Daniel Ricciardo koji zbog problema s bolidom nije mogao postaviti vrijeme. Posljednji pokušaji vozača ostali su kompromitirani jakom kišom, a Charles Leclerc se izvrtio na stazi prilikom posljednjeg pokušaja, no bez većih posljedica. Uz Leclerca i Ricciarda, ispali su: Kevin Magnussen, Carlos Sainz i Stroll.
Mjestimična kiša se nastavila i na početku posljednje kvalifikacijske runde. Ferrarijev dvojac je izašao na intermediate gumama. No to se pokazalo pogrešnom odlukom, te su oba Ferrarija bez postavljenog vremena odmah otišla u boks po slick gume. Lewis Hamilton postavio je na supersoftu najbrže vrijeme, s 1:27.760 bio je 3 desetinke brži od Valtterija Bottasa nakon prvih pokušaja. Max Verstappen bio je treći s 1.2 sekunde zaostatka ispred Kimija Räikkönena koji je kasnio dodatnih pola sekunde. Sebastian Vettel je kod prvog pokušaja napravio grešku, te je zabilježio tek deveto vrijeme. U međuvremenu je kiša pojačala, a momčadi nisu dugo čekale sa slanjem vozača po novi brzi krug. U boksevima su se odradile brze promjene guma te su se vozači vratili na stazu, no vremena se nisu mogla popraviti u takvim uvjetima te je poredak ostao isti.

## Najbrža vremena treninga
| Trening    | Vozač          | Konstruktor | Vrijeme  | Gume | Krugovi |
| ---------- | -------------- | ----------- | -------- | ---- | ------- |
| 1. trening | Lewis Hamilton | Mercedes    | 1:28.691 | S    | 25      |
| 2. trening | Lewis Hamilton | Mercedes    | 1:28.217 | SS   | 31      |
| 3. trening | Lewis Hamilton | Mercedes    | 1:29.599 | SS   | 13      |

## Rezultati kvalifikacija
| Poz. | Br. | Vozač             | Konstruktor          | Kvalifikacijska vremena | Kvalifikacijska vremena | Kvalifikacijska vremena | Grid |
| Poz. | Br. | Vozač             | Konstruktor          | Q1                      | Q2                      | Q3                      | Grid |
| ---- | --- | ----------------- | -------------------- | ----------------------- | ----------------------- | ----------------------- | ---- |
| 1.   | 44  | Lewis Hamilton    | Mercedes             | 1:28.702                | 1:28.017                | 1:27.760                | 1.   |
| 2.   | 77  | Valtteri Bottas   | Mercedes             | 1:29.297                | 1:27.987                | 1:28.059                | 2.   |
| 3.   | 33  | Max Verstappen    | Red Bull-TAG Heuer   | 1:29.480                | 1:28.849                | 1:29.057                | 3.   |
| 4.   | 7   | Kimi Räikkönen    | Ferrari              | 1:29.631                | 1:28.595                | 1:29.521                | 4.   |
| 5.   | 8   | Romain Grosjean   | Haas-Ferrari         | 1:29.724                | 1:29.678                | 1:29.761                | 5.   |
| 6.   | 28  | Brendon Hartley   | Toro Rosso-Honda     | 1:30.248                | 1:29.848                | 1:30.023                | 6.   |
| 7.   | 10  | Pierre Gasly      | Toro Rosso-Honda     | 1:30.137                | 1:29.810                | 1:30.093                | 7.   |
| 8.   | 31  | Esteban Ocon      | Force India-Mercedes | 1:29.899                | 1:29.538                | 1:30.126                | 11.1 |
| 9.   | 5   | Sebastian Vettel  | Ferrari              | 1:29.049                | 1:28.279                | 1:32.192                | 8.   |
| 10.  | 11  | Sergio Pérez      | Force India-Mercedes | 1:30.247                | 1:29.567                | 1:37.229                | 9.   |
|      |     |                   |                      |                         |                         |                         |      |
| 11.  | 16  | Charles Leclerc   | Sauber-Ferrari       | 1:29.706                | 1:29.864                |                         | 10.  |
| 12.  | 20  | Kevin Magnussen   | Haas-Ferrari         | 1:30.219                | 1:30.226                |                         | 12.  |
| 13.  | 55  | Carlos Sainz      | Renault              | 1:30.236                | 1:30.490                |                         | 13.  |
| 14.  | 18  | Lance Stroll      | Williams-Mercedes    | 1:30.317                | 1:30.714                |                         | 14.  |
| 15.  | 3   | Daniel Ricciardo  | Red Bull-TAG Heuer   | 1:29.806                | —                       |                         | 15.  |
|      |     |                   |                      |                         |                         |                         |      |
| 16.  | 27  | Nico Hülkenberg   | Renault              | 1:30.361                |                         |                         | 16.  |
| 17.  | 35  | Sergej Sirotkin   | Williams-Mercedes    | 1:30.372                |                         |                         | 17.  |
| 18.  | 14  | Fernando Alonso   | McLaren-Renault      | 1:30.573                |                         |                         | 18.  |
| 19.  | 2   | Stoffel Vandoorne | McLaren-Renault      | 1:31.041                |                         |                         | 19.  |
| 20.  | 9   | Marcus Ericsson   | Sauber-Ferrari       | 1:31.213                |                         |                         | 20.2 |

- ^1  – Esteban Ocon je dobio kaznu od 3 mjesta na gridu jer nije dovoljno usporio tijekom crvene zastave koju je uzrokovao Renaultov vozač Nico Hülkenberg izlijetanjem u 'S' zavojima za vrijeme trećeg slobodnog treninga.[5]
- ^2  – Marcus Ericsson je dobio 15 mjesta kazne na gridu; 10 mjesta zbog promjene pogonske jedinice i 5 mjesta zbog promjene mjenjača.

## Rezultati utrke
| Poz. | Br. | Vozač             | Konstruktor          | Krugovi | Vrijeme / Razlog odustajanja | Grid | Bodovi |
| ---- | --- | ----------------- | -------------------- | ------- | ---------------------------- | ---- | ------ |
| 1.   | 44  | Lewis Hamilton    | Mercedes             | 53      | 1:27:17.062                  | 1.   | 25     |
| 2.   | 77  | Valtteri Bottas   | Mercedes             | 53      | +12.919                      | 2.   | 18     |
| 3.   | 33  | Max Verstappen    | Red Bull-TAG Heuer   | 53      | +14.295                      | 3.   | 15     |
| 4.   | 3   | Daniel Ricciardo  | Red Bull-TAG Heuer   | 53      | +19.495                      | 15.  | 12     |
| 5.   | 7   | Kimi Räikkönen    | Ferrari              | 53      | +50.998                      | 4.   | 10     |
| 6.   | 5   | Sebastian Vettel  | Ferrari              | 53      | +1:09.873                    | 8.   | 8      |
| 7.   | 11  | Sergio Pérez      | Force India-Mercedes | 53      | +1:19.379                    | 9.   | 6      |
| 8.   | 8   | Romain Grosjean   | Haas-Ferrari         | 53      | +1:27.198                    | 5.   | 4      |
| 9.   | 31  | Esteban Ocon      | Force India-Mercedes | 53      | +1:28.055                    | 11.  | 2      |
| 10.  | 55  | Carlos Sainz      | Renault              | 52      | +1 krug                      | 13.  | 1      |
| 11.  | 10  | Pierre Gasly      | Toro Rosso-Honda     | 52      | +1 krug                      | 7.   |        |
| 12.  | 9   | Marcus Ericsson   | Sauber-Ferrari       | 52      | +1 krug                      | 20.  |        |
| 13.  | 28  | Brendon Hartley   | Toro Rosso-Honda     | 52      | +1 krug                      | 6.   |        |
| 14.  | 14  | Fernando Alonso   | McLaren-Renault      | 52      | +1 krug                      | 18.  |        |
| 15.  | 2   | Stoffel Vandoorne | McLaren-Renault      | 52      | +1 krug                      | 19.  |        |
| 16.  | 35  | Sergej Sirotkin   | Williams-Mercedes    | 52      | +1 krug                      | 17.  |        |
| 17.  | 18  | Lance Stroll      | Williams-Mercedes    | 52      | +1 krug                      | 14.  |        |
| Odu. | 16  | Charles Leclerc   | Sauber-Ferrari       | 38      | Mehanički kvar               | 10.  |        |
| Odu. | 27  | Nico Hülkenberg   | Renault              | 37      | Motor                        | 16.  |        |
| Odu. | 20  | Kevin Magnussen   | Haas-Ferrari         | 8       | Oštećenje od sudara          | 12.  |        |

| Najbrži krug utrke | Sebastian Vettel 1:32.318 |
| Vodstvo u utrci    | Lewis Hamilton (1-53)     |

## Zanimljivosti

### Vozači
- 71. pobjeda za i 80. najbolja startna pozicija za Lewisa Hamiltona.
- 30. postolje za Valtterija Bottasa.
- 18. postolje za Maxa Verstappena.

### Konstruktori
- 85. pobjeda i 98. najbolja startna pozicija za Mercedes.

## Poredak nakon 17 od 21 utrke
| Pozicija | Pozicija | Vozač             | Bodovi |
| -------- | -------- | ----------------- | ------ |
| 1.       | 1.       | Lewis Hamilton    | 331    |
| 2.       | 2.       | Sebastian Vettel  | 264    |
| 3.       | 3.       | Valtteri Bottas   | 207    |
| 4.       | 4.       | Kimi Räikkönen    | 196    |
| 5.       | 5.       | Max Verstappen    | 173    |
| 6.       | 6.       | Daniel Ricciardo  | 146    |
| 7.       | 3        | Sergio Pérez      | 53     |
| 8.       | 1        | Kevin Magnussen   | 53     |
| 9.       | 1        | Nico Hülkenberg   | 53     |
| 10.      | 1        | Fernando Alonso   | 50     |
| 11.      | 11.      | Esteban Ocon      | 49     |
| 12.      | 12.      | Carlos Sainz      | 39     |
| 13.      | 1        | Romain Grosjean   | 31     |
| 14.      | 1        | Pierre Gasly      | 28     |
| 15.      | 15.      | Charles Leclerc   | 21     |
| 16.      | 16.      | Stoffel Vandoorne | 8      |
| 17.      | 17.      | Lance Stroll      | 6      |
| 18.      | 18.      | Marcus Ericsson   | 6      |
| 19.      | 19.      | Brendon Hartley   | 2      |
| 20.      | 20.      | Sergej Sirotkin   | 1      |

| Poz. | Poz. | Konstruktor          | Bodovi |
| ---- | ---- | -------------------- | ------ |
| 1.   | 1.   | Mercedes             | 538    |
| 2.   | 2.   | Ferrari              | 460    |
| 3.   | 3.   | Red Bull-TAG Heuer   | 319    |
| 4.   | 4.   | Renault              | 92     |
| 5.   | 5.   | Haas-Ferrari         | 84     |
| 6.   | 6.   | McLaren-Renault      | 58     |
| 7.   | 7.   | Force India-Mercedes | 43     |
| 8.   | 8.   | Toro Rosso-Honda     | 30     |
| 9.   | 9.   | Sauber-Ferrari       | 27     |
| 10.  | 10.  | Williams-Mercedes    | 7      |

| Prethodna utrka             | Formula 1 – sezona 2018. | Sljedeća utrka           |
| --------------------------- | ------------------------ | ------------------------ |
| Velika nagrada Rusije 2018. | Formula 1 – sezona 2018. | Velika nagrada SAD 2018. |

## Vanjske poveznice
- 2018 Japanese Grand Prix StatsF1